# 3개의 주사기
《3개의 주사기》(영어: 3 Needles)는 2005년 공개된 캐나다의 영화로, 에이즈를 소재로 했다. 클로이 세비니, 루시 류, 숀 애슈모어, 샌드라 오, 올림피아 듀카키스 등이 출연했다.

## 출연진
- 클로이 세비니 - 클라라
- 루시 류 - 진 핑
- 숀 애슈모어 - 데니스
- 스토커드 채닝 - 올리브
- 친 한 - 쉬안
- 타나바디 촉피쿨통 - 통삼
- 메이블 애덤스 - 남은루
- 숙인 리 - 슈
- 샌드라 오 - 메리
- 올림피아 두카키스 - 힐데
- 요요 초크루 - 치
- 타이슨 홀 - 줄루
- 시브 음벨루 - 봉길레
- 오버트 팰러쉬오 - 헤럴드
- 이언 로버츠 - 핼리데이
- 탐토카지 길리 - 클리피퀠라
- 알빈 판덴헤이버르 - 아이작